# Futakoi
Futakoi (双恋?) è una light novel, visual novel e serie anime creato da Hina Futaba e Mutsumi Sasaki. L'anime è stato trasmesso in Giappone nel corso del 2004. Ha sostituito Sister Princess come titolo principale portabandiera della rivista Dengeki G's Magazine.
Il titolo può essere tradotto come amore gemello o amori gemelli.

## Trama
La storia inizia quando Nozomu Futami ritorna nella città dove era nato e cresciuto da bambino. Si trasferisce vicino ad un tempio che custodisce una pietra tombale leggendaria vicino a cui si racconta due gemelle si fossero trasformate in uccelli. La leggenda dice che la lapide sia il motivo del grande numero di gemelle che nascono in città. Le gemelle si tramutarono in uccelli per amore di un uomo che non riusciva a scegliere tra le due. In seguito all'arrivo di Nozomu nella città, anche lui inizia ad incorrere negli stessi problemi in quanto cinque paia di gemelle iniziano a lottare per il suo amore.

## Personaggi
- Sumireko Ichijyō (一条董子?, Ichijyō Sumireko), Kaoruko Ichijyō (一条薫子?, Ichijyō Kaoruko)
  - Doppiatori: Ami Koshimizu (Sumireko), Yui Horie (Kaoruko)

Gemelle ed amiche d'infanzia di Nozomu. Durante l'anime frequentano anche la stessa scuola. Entrambe sono segretamente innamorate di Nozomu. All'asilo nido avevano promesso di sposarlo entrambe. Nonostante siano molto intime tra loro, mantengono i loro sentimenti nascosti tra di loro e a tutti gli altri.
- Yura Sakurazaki (桜月ユラ?, Sakurazaki Yura), Kira Sakurazaki (桜月キラ?, Sakurazaki Kira)
  - Doppiatori: Hiromi Tsunakake (Yura), Yui Itsuki (Kira)

Nel corso della storia viene spiegato come queste gemelle abbiano vissuto una vita di comodi insieme nella loro villa. Il padre viaggia molto, e assume un maggiordomo per prendersi cura delle figlie. Vengono sottoposte a molti test, scritti dal padre per renderle capaci di vivere nella società e vivere come normali studentesse. Nel primo episodio hanno quindici anni, ma non sono mai state in un supermercato. A differenza di Sumireko e Kaoruko, Kira e Yura lavorano insieme per guadagnarsi il favore di Nozomu.
- Rara Hinagiku (雛菊らら?, Hinagiku Rara), Ruru Hinagiku (雛菊るる?, Hinagiku Ruru)
  - Doppiatori: Yurika Ochiai (Rara), Shizuka Hasegawa (Ruru)

Le gemelle più giovani della serie, vivono insieme a Nozomu, la madre Miyabi e la capra Billy. Sono affezionate a Nomozu e lo rivendicano come futuro marito, cosa che rende geloso Billy.
- Ui Chigusa (千草初?, Chigusa Ui), Koi Chigusa (千草恋?, Chigusa Koi)
  - Doppiatori: Kozue Yoshizumi (Ui), Kozue Yoshizumi (Koi)

Gemelle figlie di un veterinario, aiutano il padre nella clinica. Nozomu le incontra quando porta Billy dal veterinario poiché ha mangiato un fax destinato a Nozomu che si è bloccato nella gola.
- Ai Momoi (桃衣愛?, Momoi Ai), Mai Momoi (桃衣舞?, Momoi Mai)
  - Doppiatori: Chiaki Takahashi (Ai), Minako Sango (Mai)

Le gemelle più grandi che compaiono nella serie. Ai è l'insegnante responsabile della classe di Nozomu, Kira, Yura e Keisuke, mentre Mai è l'infermiera della scuola.
- Sara Shirogane (白鐘沙羅?, Shirogane Sara), Sōjyu Shirogane (白鐘双樹?, Shirogane Sōjyu)
  - Doppiatori: Kaori Mizuhashi (Sara), Mai Kadowaki (Sōjyu)

Gemelle identiche in tutto tranne che nella personalità: Sōjyu è educata ma di salute malferma, mentre Sara è più rozza nel parlare ed energica. Nozomu incontra Sōjyu mentre sta dipingendo al tempio, e Sara vuole che le sia devoto. Sara a sua volta ha una relazione di amore-odio con Nozomu. Lasciano la città prima della fine della serie.

## Episodi
| Nº | Giapponese 「Kanji」 - Rōmaji | In onda          | In onda |
| Nº | Giapponese 「Kanji」 - Rōmaji | Giapponese       |         |
| 1  | 「双子塚のある街で」 - Futagotsuka no Arumachide | 6 ottobre 2004   |         |
| 1  | Nozomu ritorna nella città dove aveva vissuto da piccolo. Si scopre che la madre è morta. Nozomu incontra Kira e Yura in un supermercato, ma viene confuso per una persona pericolosa quando cerca di restituirgli il portafogli caduto. Nozomu fugge e torna nella casa in cui adesso vive. Sente la leggenda della lapide delle gemelle e incontra Ruru e Rara. Kaoruko e Sumireko, vecchie amiche d'infanzia, vanno a trovarlo.                                                                       |                  |         |
| 2  | 「思い出のアイスクリーム」 - Moide no Aisukuriimu | 13 ottobre 2004  |         |
| 2  | Nozomu va a vedere un film con l'amico Keisuke ma questo si scorda di portar i biglietti. Mentre torna a casa a prenderli, Nozomu ha due ore da spendere. Decide di andare in un grande magazzino, dove incontra le gemelle Ichijyō e Sakurazaki in due occasioni diverse. È preoccupato perché non vuole che le due coppie sappiano che si sta incontrando con entrambe. |                  |         |
| 3  | 「アップルパイは恋の味」 - Appurupaiha Koi no Aji | 20 ottobre 2004  |         |
| 3  | Le gemelle Sakurazaki frequentano le lezioni di economia domestica con le gemelle Ichijyō. Provano a cucinare una torta di mele mentre Nozomu è alla lezione di tecnologia. Entrambe le coppie chiedono a Nozomu di assaggiare le loro torte, che si rivelano dei fallimenti. |                  |         |
| 4  | 「イチゴタルトで待ち合わせ」 - Ichigotaruto de Machiawase | 27 ottobre 2004  |         |
| 4  | Nozomu ha fissato un appuntamento per il giorno dopo con le gemelle Ichijyō ad un bar per mangiare una crostata di fragole, ma non si ricorda dove si trova il bar. Queste mandano le direzioni con il fax perché Nozomu deve fare delle commissioni con le gemelle Hinagiku. Il giorno dopo non riesce a trovare le indicazioni o il numero di telefono di Kaoruko, e Billy è malato. Nozomu incontra Uie Koi Chigusa dal veterinario, dove scopre che Billy ha mangiato il fax.                        |                  |         |
| 5  | 「動き出した時間」 - Ugokidashita Jikan | 3 novembre 2004  |         |
| 5  | Gli esami di metà semestre stanno per iniziare e Nozomu deve studiare, ma Billy mangia i suoi appunti di Inglese. Va a casa delle sorelle Ichijyō e prende in prestito quelli di Sumireko, e più tardi incontra Kaoruko mentre sta fotocopiando gli appunti alla copisteria. Scopre che sia Sumireko che Kaoruko si erano scambiate con lui la promessa da piccole a causa della loro rivalità- |                  |         |
| 6  | 「夏のロケット」 - Natsu no Roketto | 10 novembre 2004 |         |
| 7  | 「真夏の宝石箱」 - Manatsu no Houseki Bako | 17 novembre 2004 |         |
| 7  | Nozomu, le gemelle Ichijyō, le gemelle hinagiku e keisuke vengono invitati alla villa Sakurazaki. Dopo aver pescato e un barbecue, il gruppo decide di giocare a nascondino. Mentre Nozomu cerca di trovare dove nascondersi, yura e Kira lo fanno entrare nella stanza chiusa perché è una persona speciale. Qui gli confessano il loro amore e gli permettono di rispondere cosa prova verso di loro più tardi.                                                                                        |                  |         |
| 8  | 「白いスケッチブック」 - Shiroi Sukecchibukku | 24 novembre 2004 |         |
| 8  | Nozomu incontra Sōjyu mentre dipinge al tempio e diventano amici. Mentre Nozomu sta comprando rifornimenti per il festival culturale, si rende conto di essere seguito da una figura misteriosa e che una ragazza stava chiedendo sue informazioni a scuola. Quando Nozomu esce da scuola, Sara gli si avvicina e gli chiede di uscire con Sōjyu e di allontanarsi dalle altre gemelle. |                  |         |
| 9  | 「夕焼けのパステル」 - Yūyake no Pasuteru | 1º dicembre 2004 |         |
| 9  | Nozomu invita Sōjyu e Sara al festival culturale. Dopo che Sara provoca disordini al bar spaventoso che la classe di Nozomu aveva creato, i suoi compagni gli lasciano la giornata libera per farla uscire. Nella stanza d'arte viene permesso a Sōjyu di dipingere ritratti con i membri del club, ma quando il festival sta per concludersi sviene. Nozomu scopre che uno dei pastelli di Sōjyu è scomparso, e si mette a cercare nei rifiuti poiché Sōjyu gli aveva raccontato che le era molto caro. |                  |         |
| 10 | 「トライアングル.クリスマス」 - Toraianguru Kurisumasu | 8 dicembre 2004  |         |
| 11 | 「迷い心で初詣」 - Mayoishin de Hatsumōde | 15 dicembre 2004 |         |
| 11 | È capodanno e Nozomu visita il tempio con Yura e Kira. Al tempio incontrano le gemelle Ichijyō ed insieme vanno ad un bar. Nozomu ha dei pensieri per la testa e disorienta per la prima volta Kira e Yura. Kenmochi spiega a Nozomu che dovrebbe essere sincero nei propri sentimenti così da non ferire i sentimenti delle gemelle Sakurazaki. |                  |         |
| 12 | 「バレンタイン.パニック」 - Barentain Panikku | 22 dicembre 2004 |         |
| 12 | Prestò sarà san Valentino, e le ragazze stanno preparando della cioccolata. Il giorno di San Valentino le gemelle Ichijyō confessano il loro amore, e lo stesso fanno le gemelle Sakurazaki. Kenmochi va a prendere le gemelle Sakurazaki e rivela a Nozomu che si trasferiranno in un'altra scuola. |                  |         |
| 13 | 「春遠からじ…」 - Harudō Karaji | 29 dicembre 2004 |         |